# John Boyle, II conte di Glasgow
John Boyle, II conte di Glasgow (Kelburn, 1688 – Kelburn, 22 maggio 1740), è stato un nobile scozzese.

## Biografia
Era il figlio di David Boyle, I conte di Glasgow, e di sua moglie, Margaret Lindsay-Crawford, figlia di Patrick Lindsay, secondo figlio di John Lindsay, XVII conte di Crawford.
Nel 1733 successe al padre nella contea.

## Matrimonio
Sposò, l'11 febbraio 1707, Helen Morrison, terza figlia di William Morrison di Prestongrange. Ebbero dodici figli:
- David Boyle (?-15 aprile 1710);
- William Boyle (15 settembre 1713-4 giugno 1715);
- John Boyle, III conte di Glasgow (4 novembre 1714-7 marzo 1775);
- Charles Boyle (17 novembre 1715);
- Lord Patrick Boyle (7 gennaio 1717-26 febbraio 1798);
- David Boyle (20 dicembre 1717);
- Janet Boyle (17 gennaio 1711-marzo 1770);
- Lady Margaret Boyle (27 luglio 1712-marzo 1772);
- Lady Jean Boyle (?-12 maggio 1756);
- Lady Helen Boyle (?-17 ottobre 1794), sposò sir James Douglas, I baronetto, non ebbero figli;
- Lady Marion Boyle (?-12 maggio 1757);
- Lady Catharine Boyle, sposò James MacNeill.

## Morte
Morì il 22 maggio 1740, all'età di 52 anni, a Kelburn, nell'Ayrshire.
| Controllo di autorità | VIAF (EN) 12166970 · ISNI (EN) 0000 0000 4547 7313 · LCCN (EN) nr91045062 |